# Saul Steinberg (homme d'affaires)
Pour les articles homonymes, voir Saul Steinberg et Steinberg.
Saul Phillip Steinberg (13 août 1939 – 7 décembre 2012)  est un homme d'affaires et un financier américain. Il est devenu millionnaire avant ses 30 ans et milliardaire avant ses 40 ans. Il démarre avec une société de location d'ordinateurs (Leasco), qu'il a utilisée en 1968 dans une prise de contrôle de la Reliance Insurance Company (en). Il a poursuivi sa carrière en investissant dans de nombreuses sociétés revendants ensuite ses parts. Il est surtout connu pour ses tentatives infructueuses par chantage financier de prendre le contrôle de Chemical Bank (en) en 1969 et Walt Disney Productions en 1984,.

## Biographie
Durant ses études à l'Université de Pennsylvanie à la fin des années 1950, il rédige une thèse sur le déclin et la chute d'IBM. Ses recherches montrent le contraire et IBM devrait dominer le marché des ordinateurs à la fin du siècle. Steinberg décide d'acheter des ordinateurs et de les louer à des entreprises, parvenant avant ses 28 ans à avoir plus d'un million de dollars.
Saul Steinberg est connu par avoir fait usage à maintes reprises du chantage financier (greenmail) pour faire fructifier son argent grâce à son entreprise Reliance Group. Il est parvenu a prendre le contrôle de Reliance Insurance en 1968 mais plus d'une douzaine de fois, il a pu revendre les actions achetées à un prix supérieur comme pour Chemical Bank (en) ou Quaker State (en). Dans un article de 1985 du magazine Manhattan, inc. (en), Steinberg déclare avoir utilisé le chantage financier plus que quiconque. En 1984, il est l'un des principaux instigateurs de la guerre financière pour Disney.